# 交響曲第1番 (ストラヴィンスキー)
交響曲（第1番）変ホ長調作品1は、イーゴリ・ストラヴィンスキーがニコライ・リムスキー＝コルサコフの下で修業時代を過ごしていた時期に完成させた、最初の管弦楽曲である。

## 作曲の経緯
交響曲のスケッチはすでに1904年末に始められ、大学を卒業した直後の1905年の夏から秋にかけてウスティルーフでショートスコアが書かれた。しかし、この版は完成した交響曲とは大きく異なっており、リムスキー＝コルサコフによって指導が加えられたと考えられる。
オーケストレーションはまず第2楽章からはじめられ、1906年秋に完成した。しかし、残りの楽章については単に管弦楽化するだけでなく曲に手が加えられたことと、ストラヴィンスキー本人の事情（結婚・出産・家の建築など）で遅れた。第3楽章はもっとも徹底的に書き変えられた。第1楽章は1907年7月18日、最終楽章はさらにその後に完成した。したがって「作品1」とついているものの、実際には作品2の『牧神と羊飼いの娘』の方が先に完成した。
書きかえにあたってはグラズノフやタネーエフなどの交響曲がモデルにされた。第3楽章はチャイコフスキーの影響が強い。

## 楽器編成
フルート3（3番はピッコロ持ち替え）、オーボエ2、クラリネット3、ファゴット2、ホルン4、トランペット3、トロンボーン3、チューバ、ティンパニ、トライアングル、シンバルおよび大太鼓、弦5部。

## 楽曲構成
以下の4つの楽章で構成され、全曲の演奏に約40分を要する。
1. Allegro moderato — Allegro molto （アレグロ・モデラート～アレグロ・モルト）
2. Scherzo : Allegretto （「スケルツォ」。アレグレット）
3. Largo （ラルゴ）
4. Finale : Allegro molto — Presto（「終楽章」。アレグロ・モルト～プレスト）

### 第1楽章
変ホ長調。ソナタ形式による力強い楽章。グラズノフの《交響曲 第8番》やセルゲイ・タネーエフの交響曲を模範にしたと言われている。

### 第2楽章
変ロ長調。全曲で最も短い楽章ではあるが、ロシア民謡を挿入して民族色を醸し出している。2拍子による軽快なスケルツォで、リズムと音色・曲想が軽やかなため、メンデルスゾーンの《スコットランド交響曲》やボロディンの《交響曲 第2番》からの影響を感じさせる。
冒頭の旋律は『火の鳥』の「金のリンゴと戯れる王女たち」に類似し、中間部の民謡調の旋律は『ペトルーシュカ』の「乳母の踊り」に似るなど、後のストラヴィンスキーの作品ともっとも共通性の高い楽章でもある。

### 第3楽章
嬰ト短調。全曲中最も長い楽章であり、ほぼ15分の長さを占めている。木管楽器の効果的な用法もあって、牧歌的な色彩を帯びた緩徐楽章である。

### 終楽章
グラズノフの《交響曲 第5番》を模範にしたと言われる祝祭的な楽章。4小節にわたって民謡調の自作歌曲の断片を挿入しており、出版譜の該当部分にその題名（《チーチェル・ヤーチェル〔Чичер-Ячер〕）が記入されている。同じ旋律をストラヴィンスキーは、1913年の《3つの小さな歌》にも用いている。

## 初演
総譜は「恩師ニコライ・アンドレーヴィチ・リムスキー＝コルサコフ」に献呈されている。
晩年のストラヴィンスキーが述べたところによると、1907年4月27日に宮廷楽長ヴァールリヒ（Hugo Wahrlich）の指揮とペテルブルク宮廷管弦楽団によって非公開で演奏され、その際に歌曲《牧神と羊飼いの娘》も併せて上演された。リムスキー＝コルサコフはストラヴィンスキーのそばに腰を下ろして、順々に説いた。曰く、「ずいぶんな厚ぼったい曲だ。中音域のトロンボーンを用いるときは注意しなくてはね」。グラズノフは上演後にストラヴィンスキーに会いに来て、「大変結構でした」と伝えた。
しかしこの時にはまだ交響曲は完成しておらず、勘違いと思われる。実際には完成した第2・3楽章だけが4月14日と4月16日に演奏された。
完全な形での初演は1908年1月22日にサンクトペテルブルクにおいて行われた。
出版はずっと遅れて、ストラヴィンスキーが有名になった後の1914年にモスクワのユルゲンソンから出版された。